# Sarah Connor (Album)
Sarah Connor, in Japan veröffentlicht als Bounce, ist der Titel eines Kompilation-Albums der deutschen Popsängerin Sarah Connor, das 2004 für den US-amerikanischen Markt via Epic Records veröffentlicht wurde. Es erreichte Platz 106 der Billboard 200. Anschließend wurde das Album auch in Australien und im Vereinigten Königreich veröffentlicht. Für ihre internationalen Erfolge wurde Connor im September 2004 in Las Vegas mit dem World Music Award in der Kategorie Bestverkaufende Künstlerin aus Deutschland ausgezeichnet.

## Hintergrundinformationen

### Vereinigte Staaten und Kanada
Das Album Sarah Connor wurde im Jahr 2004 als Reaktion auf den Airplay-Erfolg ihrer Single Bounce herausgebracht. Als im Herbst 2003 Connors drittes Studioalbum Key to My Soul erschien, begannen ungefähr zur gleichen Zeit amerikanische DJs ihr Lied Bounce zu spielen. Ende Januar 2004 wurden daraufhin Promo-Singles an amerikanische Radiosender geschickt, wo es viel Airplay und schließlich Platz 11 der Airplay Charts erreichte. Sony Music erkannte, dass es sich um einen potenziellen Hit handelt und beschloss im März 2004 ein Album in den USA und Kanada zu veröffentlichen. Da Sarah Connor wegen ihrer Babypause keine neuen Aufnahmen machen konnte, wurde das Album als Kompilation aus den Liedern der bisher erschienenen drei Alben zusammengestellt. Als Cover wurde das Artwork vom Debütalbum Green Eyed Soul verwendet, für Kanada eine farbige Version des Artworks ihrer zweiten Single French Kissing. Das Album konnte beim Erscheinen nicht beworben werden, da die Sängerin sich weiterhin in ihrer Babypause befand. Obwohl sich das Album nur auf Platz 106 der Billboard 200 platzierte, erreichte es Platz 1 in den Billboard Top Heatseekers Charts, in denen neue Künstler aufgeführt werden, die es nicht in die Top 100 der Billboard-Charts schaffen. Sarah Connor blieb ihre einzige amerikanische Album-Veröffentlichung. Bounce wurde im April 2004 auf Schallplatte und Anfang Mai schließlich auf CD veröffentlicht und erreichte Platz 54 der amerikanischen Single-Charts.

### Australien
Im Mai 2004 wurde Bounce auch in Australien veröffentlicht. Es erreichte Platz 1 in den australischen Dance-Charts und konnte sich zwölf Wochen in den australischen Single-Charts halten, wo es mit Platz 14 im Juni 2004 die höchste Platzierung erreichte. Das Album Sarah Connor wurde im Juni 2004 veröffentlicht, erreichte jedoch keine Chartplatzierungen.

### Vereinigtes Königreich
Nach der Veröffentlichung von Bounce in Amerika und Australien wurde die Single am 24. Mai 2004 auch im UK mit einer großen Werbekampagne veröffentlicht. Hierfür trat Connor in der britischen TV-Sendung Top Of The Pops auf und absolvierte im Mai 2007 Auftritte im Equinox Club und im Astoria in London. Dadurch erreichte sie Platz 14 der Single-Charts. Im Juni 2004 folgte die Veröffentlichung des Albums Sarah Connor, welches jedoch nicht den Sprung in die Charts schaffte.

### Japan
Nachdem Sarah Connor in Großbritannien mit ihrer Single Bounce Platz 14 der Single-Charts erzielt hatte, setzte sie ihre Werbekampagne in Japan fort. Dort veröffentlichte sie am 28. Juli 2004 das Album Bounce, welches als Kompilation aus den Liedern der bisher erschienenen drei Alben zusammengestellt wurde. Zusätzlich enthält es zwei Bonus-Titel von ihrem Lied Bounce und eine DVD mit den Musikvideos zu Bounce und von From Sarah with Love. Die zahlreichen Radiointerviews überall in Tokio zeigten Wirkung und ihr japanisches Debüt-Album stieg direkt auf Platz 12 in den Japan Intl. Artists Charts ein.

## Titelliste
1. Bounce (feat. Mr. Freeman) (von Unbelievable) – 3:41
2. French Kissing (von Green Eyed Soul) – 3:36
3. Let’s Get Back to Bed – Boy! (feat. TQ) (von Green Eyed Soul) – 3:58
4. Skin on Skin (von Unbelievable) – 4:03
5. One Nite Stand (of Wolves and Sheep) (feat. Wyclef Jean) (von Unbelievable) – 3:58
6. He’s Unbelievable (von Unbelievable) – 3:27
7. Music Is the Key (feat. Naturally 7) (von Key to My Soul) – 4:03
8. Love Is Color-blind (feat. TQ) (von Key to My Soul) – 4:46
9. I’m Gonna Find You (Oslo Suite) (von Key to My Soul) – 4:46

Bonustracks (USA, UK, Australien)
1. In My House (von Green Eyed Soul) – 4:14
2. Turn Off the Lights (von Key to My Soul) – 3:23

Bonustracks (Japan)
1. From Sarah with Love (von Green Eyed Soul)
2. Turn Off the Lights (von Key to My Soul)
3. Bounce (Cool & Dre Urban Remix) (von Unbelievable)
4. Bounce (Albumversion) (von Unbelievable)
Bonus DVD
  1. Bounce [US Edit] (Video)
  2. From Sarah with Love (Video)

## Kritiken
Johnny Loftus von Allmusic bemerkt, dass Connor mit der Zusammenstellung der Hits ihrer bis dahin veröffentlichten drei Alben den US-Markt erobern wollte und hebt besonders die Hitsingle Bounce hervor, die er mit Christina Aguilera vergleicht. Sarah Connors leichter deutscher Akzent mache sie unverwechselbar und das Album funktioniere insbesondere wegen seiner Europop-Anleihen.